# Aedes togoi
Aedes togoi é um espécie de mosquito do Género Aedes, pertencente à família Culicidae.